# Marianne Mörck
Gun Iris Marianne Mörck (født 2. september 1949) er en svensk skuespillerinde, instruktør og sangerinde.

## Liv og karriere
Marianne Mörck blev uddannet på Teaterhögskolan i Göteborg, og i den tid engagerede hun sig i kor hos Stora Teatern. Hun var en del af koret, der sang under indvielsen af indendørsarenaen Scandinavium i 1971.
I 1977 begyndte Marianne Mörck at arbejde på Malmö stadsteater, og hun har siden været en del af over fyrre stykker med både skuespil og operaarbejde. Udover dette har hun medvirket i forskellige film og tv-serier, hvor hun for eksempel spillede en spåkone i filmen Sekten (1997).

## Udvalgt filmografi
- Sekten (1997)
- Hot Dog (2002)
- Wallander (tv-serie, 2005-2013)
- STHLM (tv-serie, 2008)
- Bonusfamilien (tv-serie, 2017-2021)
- Nelly Rapp: Monsteragent (2020)
- Dag for dag (2022)
- Længe leve bonusfamilien (2022)
- Nelly Rapp: Dødens spejl (2023)
- Strandhotellet (tv-serie, 2023)
- Mord i Skærgården (tv-serie, 2024)